# Топорок (Курська область)
Топорок (рос. Топорок) — хутір в Курському районі Курської області Російської Федерації.
Населення становить 8 осіб. Входить до складу муніципального утворення Брежнівська сільрада.

## Історія
Населений пункт розташований на території українського етнічного та культурного краю Східна Слобожанщина.
Від 2004 року входить до складу муніципального утворення Брежнівська сільрада.

## Населення
| 2002 | 2010 |
| ---- | ---- |
| 9    | ↘8   |